# Monomorium crawleyi
Monomorium crawleyi är en myrart som beskrevs av Santschi 1930. Monomorium crawleyi ingår i släktet Monomorium och familjen myror. Inga underarter finns listade i Catalogue of Life.